# Sclerolaena obliquicuspis
Sclerolaena obliquicuspis là loài thực vật có hoa thuộc họ Dền. Loài này được (Anderson) Ulbr. miêu tả khoa học đầu tiên năm 1934.